# Генерал-Колево (Добричская область)
Генерал-Колево (болг. Генерал Колево) — село в Болгарии. Находится в Добричской области, входит в общину Добричка. Население составляет 85 человек.Оно имеет железодожноя остановка без кассир ,без дежурний руководитель движения,декабря 2020 до декабря 2021 по расписание движения поездов там не останавливается никакой поезд. Она разположена около километр от его ближайший жилые дома. Против него — региональное хранилище зерновых; бывшая железнодорожная остановка, временная железнодорожная станция - железнодорожные пути для осеннего маневрирования и погрузки/разгрузки, с помощью железобетонной железнодорожной рампы, военных ежегодных военные сопровождают назначенную им технику с целью их обучения, после 15-го сентября, в береговой район Шабла - Дуранкулак.

## Политическая ситуация
Кмет (мэр) общины Добричка — Петко Йорданов Петков (Болгарская социалистическая партия)  по результатам выборов.